# Domeyrot
Domeyrot település Franciaországban, Creuse megyében. Lakosainak száma 232 fő (2022. január 1.). Domeyrot La Celle-sous-Gouzon, Clugnat, Saint-Silvain-sous-Toulx és Parsac községekkel határos.

## Népesség
A település népességének változása:
| Lakosok száma | 455  | 292  | 246  | 221  | 223  | 216  | 225  | 231  | 234  | 232  |
|               | 1968 | 1982 | 1990 | 2006 | 2013 | 2015 | 2017 | 2019 | 2020 | 2022 |